# Woollahra
Woollahra è un sobborgo di Sydney in Australia.

## Geografia fisica
Il sobborgo si trova in un'area collinare a circa 5 chilometri a est del CBD.

## Monumenti e luoghi d'interesse
- Casa Waimea